# Atis Kronvalds
Atis Kronvalds, známější pod jménem Kronvalds Atis (15. dubna 1837 – 17. února 1875), byl lotyšský publicista, jazykovědec a pedagog.

## Životopis
Atis Kronvalds se narodil v rodině krejčího. Studoval na obecní škole v Mazļāni. Do výchovy ho přijal pastor H. Ē. Katerfelds, který se postaral o chlapcovo další vzdělávání. Kronvalds studoval na soukromé škole v Durbe a na vyšší škole v Liepāji. Po získání povolení vykonávat učitelské povolání, pracoval jako domácí učitel. Roku 1860 nastoupil na Lékařskou fakultu Univerzity v Berlíně, ale po šesti měsících z důvodu nedostatku finančních prostředků studium přerušil a pracoval jako domácí učitel v Durbe.
Po seznámení se s novinami Pēterburgas Avīze se přidal k tzv. mladolotyšům, později se stal nejhorlivějším obhájcem lotyšských národních práv, jazyka a kultury. Roku 1865 odešel do Tartu, kde navštěvoval pedagogické kurzy na Tartuské univerzitě. Od roku 1868 pracoval jako učitel tartuského pedagogického semináře, aktivně se prosazoval ve skupině lotyšské inteligence v Tartu, věnoval se psaní učebnic, publikoval články o lingvistice a pedagogice, zde také vydal svou slavnou brožuru Nationale Bestrebungen (Mezinárodní úsilí). Byla to reakce na německé ideology, kteří vyjádřili názor, že Lotyši nemohou mít svou vlastní kulturu, ani vzdělané lidi, protože vzdělaný Lotyš je něco nepředstavitelného. Snažil se užívat nová slova a výrazy, obnovovat starou slovní zásobu, přebírat slova z příbuzných jazyků. Vymyslel asi 200 slov, z čehož se asi 100 dodnes používá ve spisovném jazyce. Kronvalds zavedl do lotyštiny slova jako arods (řemeslo), josla (pás), oma (nálada), ķermenis (tělo), viela (látka), aizbildnis (opatrovník), apstāklis (okolnost), burtnīca (sešit), dzeja (poezie), gleznot (malovat obraz), līdzekļi (prostředky), nākotne (budoucnost), pagātne (minulost), vēsture (historie), vēstule (dopis), cietoksnis (pevnost), atd.  Publikoval v novinách Baltijas Vēstnesis.
Roku 1873 se přestěhoval do Vecpiebalgy, kde pracoval v obecní škole. Ve stejném roce se zúčastnil Všeobecných lotyšských svátků písní, kde vystoupil se dvěma výraznými projevy, ve kterých velebil lidovou kulturu, lidové písně a jazyk. Atis Kronvalds byl skvělý řečník. Jeho přínos k rozvoji sebevědomí a jazyka národa je neocenitelný. Zemřel ve Vecpiebalze, kde je také pohřben.
Kronvalds Atis je někdy považován za jednoho ze zakladatelů Lettonie, nejstaršího studentského hnutí v Lotyšsku.